# Einar Þorgilsson
Einar Þorgilsson (o Thorgilsson, 1121-1185), fue un caudillo medieval de Staðarhóll, Dalasýsla en Islandia. Era hijo del goði Þorgils Oddson. Según las sagas nórdicas estuvo en constante litigio territorial con Sturla Þórðarson, patriarca del clan Sturlungar. La saga Sturlunga cita que era un goði ambicioso, en ocasiones violento, que intimidaba a los bóndi para adquirir nuevas propiedades y ampliar su influencia en la región, algo que Sturla no estaba dispuesto a permitir y dio apoyo a los pequeños propietarios que lo necesitaban. Tras la muerte de Sturla, Einar murió asesinado por los hijos del bóndi Birningr Steinarsson, pues aprovechando el vacío de poder y la falta de protección, pretendía arrebatarles el ganado y expulsarles de su tierra, llamada Heinaberg. Sus herederos liderados por Þorvaldur Gissurarson precisaron la mediación del goði Jón Loftsson del clan Oddaverjar. 
Jesse Byock menciona que dentro del contexto histórico de finales del siglo XII, la muerte de Einar es un ejemplo de como acciones unilaterales por obtener nuevas propiedades podía desembocar en inesperadas reacciones letales. Por otro lado, Byock resalta que el conocimiento de la ley islandesa era un arma poderosa en el juego político durante la Mancomunidad Islandesa para presionar a los oponentes, aunque en este caso se considera una excepción.